# 982 Franklina
982 Franklina è un asteroide della fascia principale del diametro medio di circa 32,5 km. Scoperto nel 1922, presenta un'orbita caratterizzata da un semiasse maggiore pari a 3,0672346 UA e da un'eccentricità di 0,2337658, inclinata di 13,65478° rispetto all'eclittica.
Il suo nome è in onore dell'astronomo inglese John Franklin Adams.